# Chianti

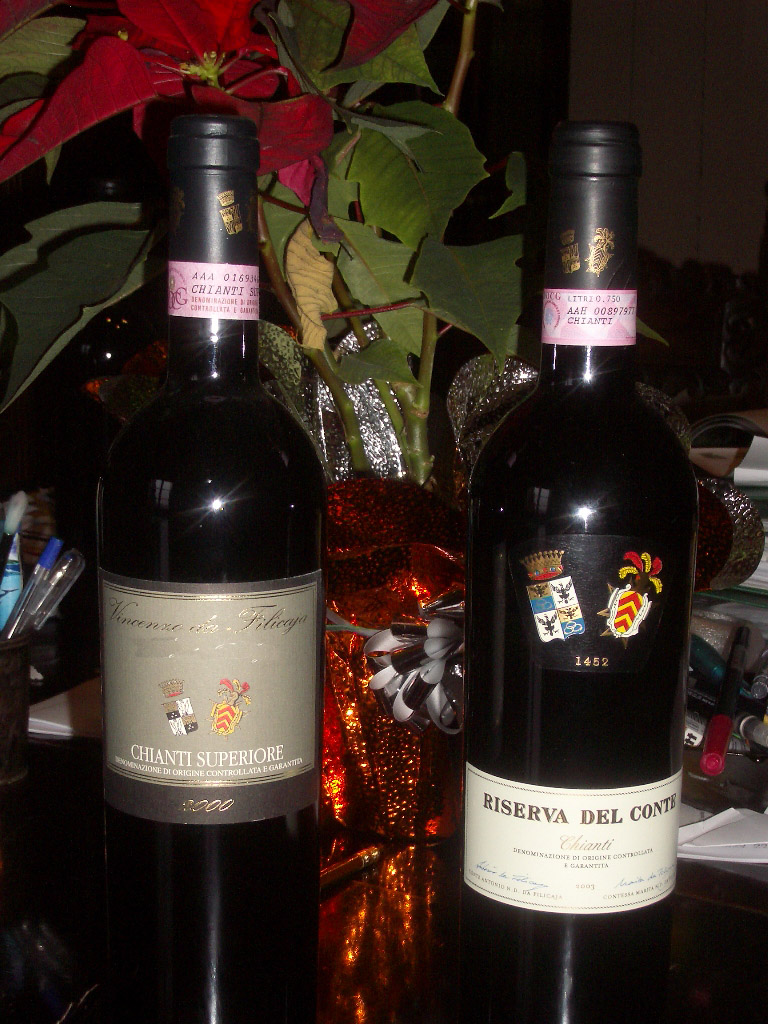
Láhve Chianti

Chianti je červené víno vyráběné v Itálii v Toskánsku ve stejnojmenném regionu, konkrétně v provinciích Arezzo, Florencie, Pisa, Pistoia, Prato a Siena. Jeho hlavní složkou jsou hrozny odrůdy Sangiovese. Počátky jeho produkce sahají do 13. století. Je skladováno v tradičních lahvích obalených slámou zvaných fiasco.
Pro Chianti je charakteristická temně sytá červená barva a vyznačuje se ovocným aroma, ve kterém nejčastěji ucítíte stopy třešní. Jedná se o harmonické a suché víno, které je vhodné pro uskladnění.